# Illusions funambulesques
Pour plus de détails, voir Fiche technique et Distribution.
Illusions funambulesques est un film réalisé par Georges Méliès, sorti en 1903.

## Synopsis
Tours de magie extraordinaires. Un magicien apparaît sur une table, change d'apparence en moins d'une seconde. Il bascule la table à distance, sort divers objets d'une boîte vide pour les assembler en un mannequin féminin, qui devient une vraie femme. Il change ses vêtements d'un geste, la place sur la table. Mais elle se change d'un coup en cuisinier. Il monte sur la table et lui envoie un coup de pied. Le bonhomme redevient la femme en tombant. Le magicien la recouvre d'un drap, la transforme en un tas de plumes. Elle réapparaît sur la table. Quand il veut lui prendre la main et saluer le public, elle redevient le cuisinier. De colère, il le déchire en morceaux de mannequin et saute sur la table pour y faire une danse endiablée. On le voit disparaître en fondu.    

## Fiche technique
Source IMDb
- Autre titre (en anglais) : Extraordinary Illusions
- Réalisateur : Georges Méliès
- Société de production : Star Film (France)
- Genre : court métrage de comédie fantastique
- Pays d'origine: France
- Format : noir et blanc - muet
- Durée : 2 minutes
- Date de sortie : France : 1903

## Distribution
- Georges Méliès : le magicien